# 당신이어서 고마워요
《당신이어서 고마워요》(ケアニン～あなたでよかった～, CARE NIN)는 일본에서 제작된 스즈키 코스케 감독의 2017년 드라마 영화이다. 토즈카 준키 등이 주연으로 출연하였다.

## 출연

### 주연
- 토즈카 준키
- 쿠미 미즈노

### 조연
- 야마자키 하지메
- 후지와라 레이코
- 마츠모토 와카나
- 코이치 만타로